# Grand Prix de Fourmies 1989
Il Grand Prix de Fourmies 1989, cinquantasettesima edizione della corsa, si svolse il 10 settembre 1989 su un percorso di 201 km. Fu vinto dal francese Martial Gayant della Toshiba davanti ai belgi Jean-François Brasseur e Hendrik Redant.

## Ordine d'arrivo (Top 10)
| Pos. | Corridore              | Squadra              | Tempo    |
| ---- | ---------------------- | -------------------- | -------- |
| 1    | Martial Gayant         | Toshiba              | 5h00'34" |
| 2    | Jean-François Brasseur | Domex-Weinmann       |          |
| 3    | Hendrik Redant         | Lotto                |          |
| 4    | Christophe Lavainne    | Super U-Raleigh-Fiat |          |
| 5    | Étienne De Wilde       | Histor-Sigma         |          |
| 6    | Johan Museeuw          | ADR-W-Cup-Bottecchia |          |
| 7    | Ronny Pauwels          | Domex-Weinmann       |          |
| 8    | Dirk Heirweg           | Mini-Flat-Isoglass   |          |
| 9    | Armando Ceci           | Histor-Sigma         |          |
| 10   | Jef Lieckens           | Hitachi              |          |